# Precursor de la alfa-1-microglobulina/bikunina
La proteína AMBP es una proteína que en los humanos está codificada por el gen AMBP .

## Interacciones
Se ha demostrado que el precursor de la alfa-1-microglobulina/bikunina interacciona con CD79A.